# Ichneumon quadripes
Ichneumon quadripes là một loài tò vò trong họ Ichneumonidae.